# Dewey Riley (Scream)
Dwight "Dewey" Riley es un personaje ficticio y protagonista de la saga de películas de Scream. Es interpretado por el actor estadounidense David Arquette. Apareció por primera vez en Scream, en 1996, y en cuatro de sus secuelas: Scream 2 (1997), Scream 3 (2000), Scream 4 (2011), y Scream (2022). El personaje es inicialmente un oficial algo torpe de la comisaría de Woodsboro que ayuda a Sidney Prescott a enfrentarse a Ghostface, mientras mantiene una complicada relación sentimental con la reportera Gale Weathers.

## Apariciones

### Scream
Dewey es presentado como un oficial de la comisaría de Woodsboro y el hermano mayor de Tatum Riley (Rose McGowan), quien es la mejor amiga de Sidney Prescott (Neve Campbell). Su trabajo fue proteger a Sidney de las amenazas de Ghostface tras los ataques Woodsboro.
Dewey comienza a desarrollar sentimientos mutuos con la reportera del Top Story, Gale Weathers (Courteney Cox). Más tarde, cuando Ghostface ataca la casa de Stu Macher (Matthew Lillard) después de la fiesta, Dewey es apuñalado por la espalda y creído muerto. Sin embargo, logra sobrevivir.

### Scream 2
Tras una nueva ola de asesinatos, Dewey se propone a proteger a Sidney de Ghostface por una segunda vez. Comparten juntos el duelo tras la muerte de su hermana, Tatum.
Dewey intenta evitar a Gale, ya que esta lo describió como "inexperto" en el libro que había escrito sobre los eventos ocurridos en la película anterior. Sin embargo, acaban trabajando juntos ya que ambos son posibles víctimas del nuevo Ghostface tras el asesinato de Randy Meeks (Jamie Kennedy). 
Dewey es apuñalado brutalmente por Ghostface, mientras Gale estaba dentro de una habitación insonorizada. Una vez más, Dewey logra sobrevivir y es llevado al hospital.

### Scream 3
Dewey se encuentra trabajando como asesor técnico en la filmación de la película Stab 3: Return to Woodsboro, basada en los ataques de Ghostface. Sin embargo, en secreto investigaba la aparición de un nuevo asesino potencial, ya que alguien estaba buscando a Sidney con aparentes malas intenciones.
Se ve que hay cierto interés romántico entre Dewey y Jennifer Jolie (Parker Posey), la actriz encargada de interpretar a Gale en Stab, cosa que pone celosa a Gale.
Durante la ola de asesinatos, Dewey, Gale y Jennifer asisten a la casa de John Milton (Lance Henriksen) tras recibir una llamada de Sidney. Sin embargo, resulta ser que la llamada venía de Ghostface utilizando un cambiador de voz para fingir ser Sidney. 
Más tarde, durante el enfrentamiento final, Dewey le dispara repetidamente a Roman Bridger (Scott Foley), la verdadera identidad de Ghostface, pero esto no funciona ya que éste llevaba puesto un chaleco antibalas. Entonces, bajo consejo de Sidney, le dispara en la cabeza, acabando con Roman.
Después de que concluye la ola de asesinatos, Dewey le pide matrimonio a Gale, y ella acepta.

### Scream 4
11 años después, Dewey ahora está casado con Gale, quien lidia con el bloqueo del escritor y el matrimonio está algo tenso. Junto a su ayudante Judy Hicks (Marley Shelton) y el resto de la policía de Woodsboro, Dewey está a cargo de la nueva ola de asesinatos a manos de un nuevo Ghostface.
Dewey lleva a Gale al hospital después de que esta es apuñalada por Ghostface cuando se infiltró en un Stab-a-Thon. Mientras estaba fuera del hospital, Dewey recibe una llamada de Judy, quien le informa que los 2 oficiales que estaban vigilando la casa de Jill Roberts (Emma Roberts), la prima de Sidney, y la madre de esta, Kate (Mary McDonnell), estaban muertos, por lo que Dewey asiste en su ayuda.
Más tarde recibe una llamada de socorro de Sidney, quien ahora se encontraba en la casa de Kirby Reed (Hayden Panettiere), y al llegar junto a Judy, se encuentran con los cuerpos inconscientes de Sidney y Jill, por lo que las llevan al hospital. 
Cuando Jill despierta, Dewey la visita y le informa que Sidney está viva. Minutos después, cuando visita a Gale en su habitación, se da cuenta de que Jill es realmente Ghostface. Dewey corre a la habitación de Sidney para evitar que Jill la ataque, pero tan pronto llega, Jill lo deja inconsciente golpeándolo con un orinal en la cabeza. Después de que Sidney mata a Jill, Gale corre para conseguir doctores para Dewey.

### Scream (2022)
Tras los eventos de la película anterior, Dewey y Gale se divorciaron. Dewey se quedó en Woodsboro, mientras Gale se quedaba en Nueva York y se convierte en presentadora de su propio programa matutino, Good Morning with Gale Weathers. Dewey se vio obligado a retirarse de la policía de Woodsboro, y tomó una vida aislada en una casa rodante recurriendo frecuentemente al alcohol.
Dewey es visitado por Samantha Carpenter (Melissa Barrera) y su novio Richie Kirsch (Jack Quaid). Aunque al principio reacio, Dewey acepta responder las preguntas que ellos tenían preparadas para él. Dewey les dice que estos nuevos asesinos están inspirados por las películas de Stab y enlista las reglas para sobrevivir a un Ghostface. Cuando Sam y Richie le piden ayuda para descubrir quién está oculto tras la máscara de Ghostface, Dewey se niega y los obliga a irse de su casa.
Cuando la pareja se va, Dewey llama por teléfono a Sidney y le revela que Ghostface regresó. Luego, a pesar de que le cuesta, le escribe a Gale un mensaje para advertirle.
Más tarde, Dewey cambia de opinión y se reúne con los adolescentes y los informa sobre la historia de Stab, y deduce que el motivo del nuevo Ghostface es crear una secuela.
Cuando la oficial Judy Hicks y su hijo Wes (Dylan Minnette) son asesinados, Gale regresa y se reencuentra con Dewey, donde hablan sobre el divorcio, y se revela que fue Dewey quien acabó con el matrimonio.
Dewey corre junto a Sam para salvar a Richie y la hermana menor de Sam, Tara (Jenna Ortega). Allí, Dewey le dispara a Ghostface, pero éste llevaba un chaleco antibalas. Él evacua a los adolescentes y regresa para dispararle en la cabeza a Ghostface. Sin embargo, Ghostface se acerca y lo apuñala repetidamente, lo que provocó que Dewey se desangrara hasta morir. Gale llama por teléfono al moribundo Dewey, quien sonríe, siendo lo último que ve antes de morir el rostro de Gale.
Devastadas por su muerte, Sidney y Gale deciden acabar con Ghostface en honor a la memoria de Dewey. 

## Casting

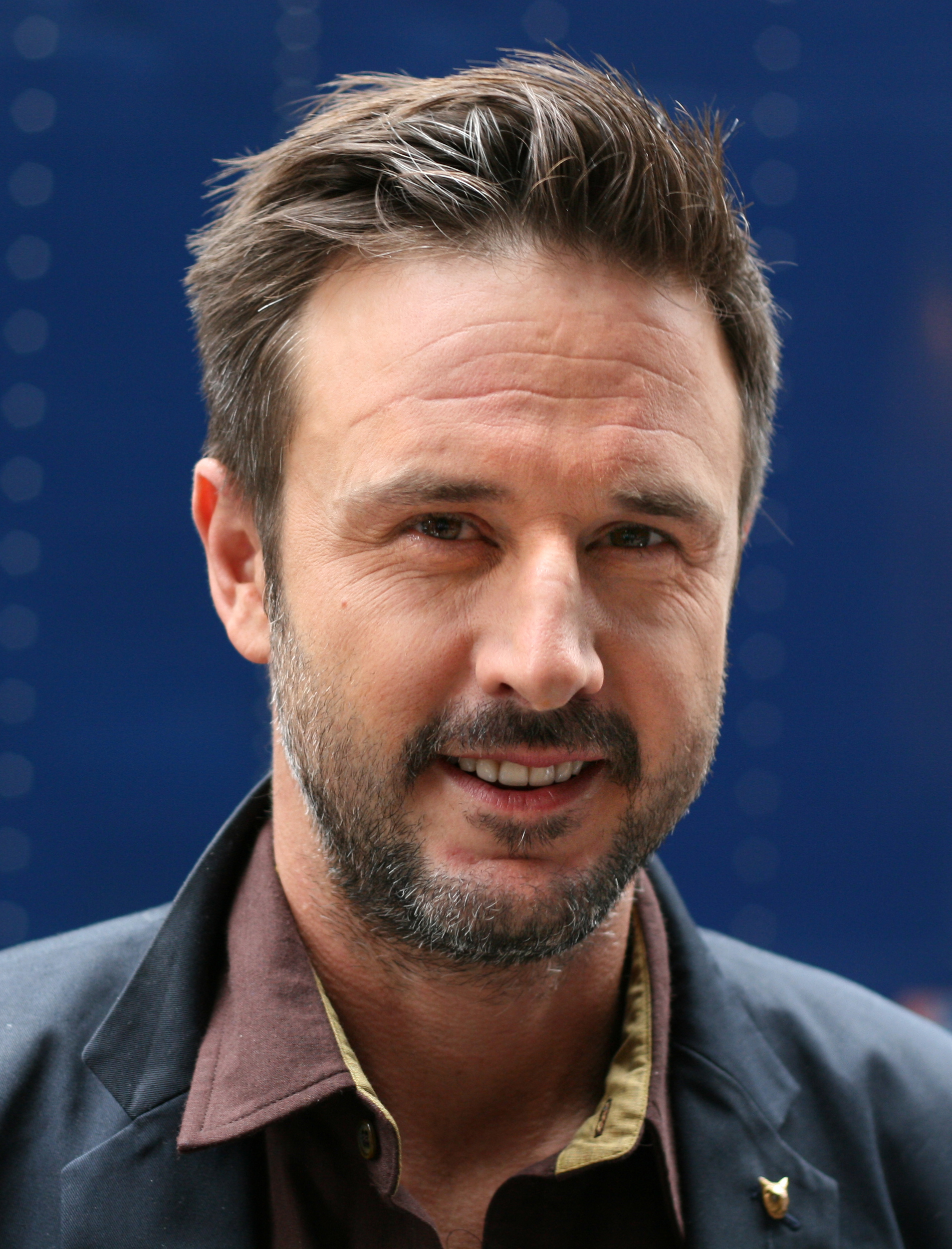
David Arquette, actor que interpreta a Dewey Riley en las películas

En el guion original de la primera película de Scream, Dewey debía morir cuando era apuñalado por Ghostface, sin embargo, el director Wes Craven hizo un cambio a último momento, filmando una escena donde Dewey hacia un gesto de pulgar arriba mientras lo subían a la ambulancia en una camilla, indicando que aún estaba vivo. Este cambio se hizo debido a que las audiencias de prueba demostraron reacciones positivas respecto al personaje.
Arquette inicialmente había sido llamado para audicionar para el papel de Billy Loomis, pero le gustó más el personaje de Dewey y solicitó audicionar por él, haciendo que Skeet Ulrich se quede con el papel de Billy. A pesar de que el equipo se mostró inicialmente en desacuerdo, ya que el personaje de Dewey tenía un foco distinto al que buscaba Arquette, a Craven le gustó la idea y la aceptó. 

## Cultura popular
El personaje de Dewey fue directamente parodiado en la película del 2000 Scary Movie, una parodia de las películas slasher de los 90', particularmente de Scream, Scream 2 y I Know What You Did Last Summer. En esta película, Dave Sheridan interpreta al personaje de Doofy Gilmore, una parodia al "oficial de policía torpe e inútil" Dewey Riley.